# Judith Butler
Judith Butler (Cleveland, Ohio, 1956. február 24. –) amerikai filozófus, a Kaliforniai Egyetem Retorika és Összehasonlító Irodalomtudomány Tanszékének professzora.
Butler a kortárs feminista elmélet egyik kiemelkedő képviselője, a queerelmélet központi figurája. Munkássága a posztstrukturalista gondolati áramlathoz kapcsolódik, nagyban épít Michel Foucault írásaira. Műveinek egyik fő témája a feminista mozgalom előfeltevéseinek kritikája, a férfi-nő biologizáló ellentétpárral szemben a társadalmi nem performatív jellegét hangsúlyozza.
2001 óta aktívan foglalkozik a közel-keleti konfliktusokkal is, erről azóta három tanulmánykötete jelent meg.

## Magyarul megjelent művei
- Problémás nem. Feminizmus és az identitás felforgatása; ford. Berán Eszter, Vándor Judit; Balassi, Bp., 2006 (Feminizmus és történelem) ISBN 963-506-658-9
- Jelentős testek. A „szexus” diszkurzív korlátairól; ford. Barát Erzsébet, Sándor Bea; ÚMK, Bp., 2005 (Nemiség és társadalom) ISBN 963-9494-65-8
- A paródiától a politikáig (Café Bábel, 2000. ősz)
- Esetleges alapok – A feminizmus és a "posztmodern" kérdés (Thalassa, 1997/1, 11-31. o.)